# Полсон (Монтана)
Полсон (енгл. Polson) град је у америчкој савезној држави Монтана.

## Демографија
По попису из 2010. године број становника је 4.488, што је 447 (11,1%) становника више него 2000. године.
| Група             | 2000.         | 2010.         |
| Белци             | 3.125 (77,3%) | 3.279 (73,1%) |
| Афроамериканци    | 6 (0,1%)      | 8 (0,2%)      |
| Азијати           | 19 (0,5%)     | 35 (0,8%)     |
| Хиспаноамериканци | 91 (2,3%)     | 154 (3,4%)    |
| Укупно            | 4.041         | 4.488         |